# Sant Esteve d'Alàs
Sant Esteve d'Alàs és una obra del municipi d'Alàs i Cerc (Alt Urgell) protegida com a bé cultural d'interès local.

## Descripció
Es tracta d'una església d'una sola nau, capçada a llevant per un absis semicircular cobert amb volta de quart d'esfera arrebossada amb unes motllures de guix que li donen l'aparença d'una petxina. La nau és coberta per cinc trams de volta de canó amb llunetes, separades per arcs faixons que es perllonguen cap als murs de la nau amb pilastres de secció rectangular que no arriben a terra. A l'arrencada de la volta hi ha un fris motllurat que recorre tota la nau a excepció del tram del cor, situat als peus de la nau.
Als tres trams centrals de la nau s'obren tres parells de capelles laterals a banda i banda. Són capelles de planta rectangular, coberta amb volta de canó amb llunetes i obertes a la nau amb arc de mig punt. Per sobre d'aquestes capelles laterals, hi ha dos rengs de tribunes, un a cada banda de la nau, que presenta tres obertures cadascun, les quals coincideixen amb cadascuna de les capelles laterals, i que s'obren a la nau a través d'arcs rebaixats. Aquestes tribunes, que foren ideades per tal que el sector més acabalat del poble pogués oir missa sense barrejar-se amb la resta dels parroquians, presenten baranes de fusta balustrades i es comuniquen entre elles per un passadís que recorre la part posterior.
El primer tram de la nau és ocupat per un cor de fusta en alt, construït sobre una estructura d'obra que s'obre a la nau en arc rebaixat. De forma similar a les tribunes, té una barana de fusta balustrada. Aquest tram presenta petites diferències amb els altres trams de la nau: no presenta fris a l'arrencada de la volta, els murs no estan alineats amb la resta -aparentment són més estrets- i l'arc faixó que la separa de la resta és més gruixut. Tot plegat, podria interpretar-se com si aquest tram fos el resultat d'una ampliació del temple posterior a la seva construcció.
Els paraments interns del temple són arrebossats, tot i que es deixa la pedra vista als frontals de s arcs de les capelles laterals i al mur del fons d'aquestes, fet aquest darrer que permet observar algunes modificacions experimentades en l'estructura d'aquestes capelles laterals, entre les quals destaca l'existència d'una porta tapiada en arc rebaixat al mur nord del temple.
Al tram de la nau més pròxim al presbiteri, al mur sud, s'obre una finestra en alt, en arc de mig punt.
L'exterior del temple és d'aparença sòlida, amb volums massissos, poc articulats i amb poques obertures, tal com és habitual a les construccions eclesiàstiques de l'època del barroc a les comarques de muntanya. La porta d'accés es troba al mur occidental, centrat a la façana. És en arc de mig punt i adovellada, i coronada, un bon tros més amunt, per un ull de bou circular. El parament és de reble, força irregular, i només a les cantonades hi ha presència de carreus quadrangulars, ben escairats. La coberta és de llosa, a doble vessant, i amb un potent ràfec amb teula.
De l'angle sud-oest del temple s'aixeca una torre de campanar de secció quadrangular, coronat per una terrassa que presenta uns afegits d'obra, de perfil o més o menys triangular, per fixar-hi campanes. El pis superior del temple presenta obertures als quatre vents, on també s'hi ubiquen campanes. A sota d'aquest nivell superior, s'aprecien als paraments del campanar traces d'antigues obertures tapiades.

## Història
La notícia més antiga que es coneix relativa a Sant Esteve d'Alàs data de l'any 878, moment en què es permutà una terra a la vila d'Elasso. A partir d'aquesta data, els esments sobre aquest indret i les seves esglésies es repeteixen amb inusitada freqüència al llarg dels segles X, XI i XII. Gràcies a tots aquests esments es coneix, a més, un ampli ventall de topònims vinculats al terme d'Alàs, com ara Saltello (878), Mauirelianos (982), Baltongano o Baltignono (984), Costarodam (984), Redonello (1013), Elasso Calvo (932), Paradis (1013), de la Font (1025), Margaxano (1042), Fontanelles (1045), Planas (1065) i Cruces (1074).
L'any 988 la vila i l'església de Sant Esteve, amb la seva parròquia, era permutada pel comte Borrell II amb el bisbe i els canonges de la Seu. Amb aquesta permuta, Alàs i el seu terme passaren de l'òrbita comtal a l'eclesiàstica; el senyoriu eclesiàstic es mantindria fins a l'extinció de les senyories jurisdiccionals, al segle xix. A la butlla del papa Silvestre II de l'any 1001 a favor del bisbe Sal·la es confirmava aquesta possessió.
El terme de Sant Esteve apareix esmentat per primera vegada l'any 984, i l'església de Sant Esteve l'any 1021, any en què rebé un llegat per a la il·luminació d'uns sants.
La parròquia d'Elasso, per la seva banda, consta en l'acta de consagració de la catedral de la Seu d'Urgell.
L'església parroquial de Sant Esteve, que al segle xi tenia com a dependent Sant Lleïr de Vilva, fou visitada, als anys 1312 i 1314, pels delegats de l'arquebisbe de Tarragona. En el llibre de la dècima de la diòcesi del 1391 figura dins del deganat de l'Urgellet. L'església, sempre amb la categoria de parròquia, apareix també en els llibres de visites de 1515 i 1575. Precisament en la relació d'aquest darrer any s'especifica que l'església s'ha de cobrir "degudament", que s'ha d'allargar un pam per cada costat d'altar de Sant Esteve i que es facin obres al campanar, per tal de cobrir-lo i pavimentar-lo degudament, i construir-hi una nova escala d'accés.
L'any 1904 l'església tenia com a annexes les capelles de Santa Maria de les Peces i de Bell-lloc. Actualment és cap de demarcació territorial.
L'església de Sant Esteve és citada ja el 839, en l'acta de consagració de la Seu d'Urgell